# GHI Bronx Tennis Classic 2001
Il GHI Bronx Tennis Classic 2001 è stato un torneo di tennis facente parte della categoria ATP Challenger Series nell'ambito dell'ATP Challenger Series 2001. Il torneo si è giocato a Bronx negli Stati Uniti dal 13 al 19 agosto 2001 su campi in cemento.

## Vincitori

### Singolare
Björn Phau ha battuto in finale  Andy Ram con il punteggio di 6–2, 6–4

### Doppio
Kelly Gullett /  Bobby Kokavec hanno battuto in finale  Andrew Nisker /  Gavin Sontag con il punteggio di 6–4, 6–3